# Pliszka (przystanek kolejowy)
Pliszka – przystanek osobowy w Siedlisku w Polsce, w województwie lubuskim, w powiecie krośnieńskim, w gminie Maszewo.

## Wymiana pasażerska
| Rok  | Wymiana pasażerska na dobę |
| ---- | -------------------------- |
| 2017 | 10-19                      |
| 2022 | 10-19                      |

.